# باشگاه ورزشی هارتس آف اوک
باشگاه ورزشی هارتس آف اوک که معمولاً به عنوان هارتس آف اوک یا فقط هارتس شناخته می‌شود، یک باشگاه ورزشی حرفه‌ای مستقر در آکرا (منطقه آکرای بزرگ)، غنا است. این باشگاه که در سال ۱۹۱۱ تأسیس شد، قدیمی‌ترین باشگاه فوتبال در غنا است که رنگ‌های سنتی آن قرمز، زرد و آبی است. هارتس آف اوک در لیگ برتر غنا، بخش برتر فوتبال غنا، رقابت می‌کند. ورزشگاه ورزشی آکرا، زمین خانگی باشگاه است، جایی که بازی‌های خانگی خود را در آن انجام می‌دهد.
هارتس بیست و یک بار قهرمان لیگ برتر، دوازده بار قهرمان جام حذفی غنا، سه بار قهرمان سوپر جام غنا، ۵ بار قهرمان جام رئیس جمهور، و یک بار هم قهرمان لیگ قهرمانان آفریقا و همچنین جام کنفدراسیون آفریقا شده است. هارتس آف اوک همچنین در سال ۲۰۰۰ در رده هشتم فوتبال جهان قرار گرفت، زمانی که این باشگاه بر بیشتر فعالیت‌های ورزشی قاره تسلط داشت. هارتس آف اوک تنها باشگاه فوتبال در غرب آفریقا است که موفق به کسب سه‌گانه قاره‌ای شده است. این باشگاه همچنین یکی از ۶ باشگاه مستقر در آفریقا و یکی از ۲۱ باشگاه فوتبال در سراسر جهان است که به این موفقیت دست یافته است. در طول دوره استعمار، هارتس آف اوک مجموعاً هشت جام را در لیگ فوتبال آکرا و مسابقات باشگاهی ساحل طلایی به دست آورد، که هر دو پیشرو لیگ برتر غنا بودند. در لیگ فوتبال آکرا، هارتس اف اوک برنده گوگیسبرگ شیلد، اهدا شده توسط گوردون گوگیسبرگ، فرماندار وقت ساحل طلایی در سال ۱۹۲۲ شد. رقابت برای باشگاه‌های مستقر در آکرا در ۱۲ مورد بین سال‌های ۱۹۲۲ و ۱۹۵۴ برگزار شد. هارتس آف اوک شش بار برنده جام شیلد شد، از جمله مسابقات نهایی که در سال ۱۹۵۴ برگزار شد.

## تاریخچه
این باشگاه در ۱۱ نوامبر ۱۹۱۱ در آکرا تأسیس شد. هارتس آف اوک اولین مسابقه مهم خود را در سال ۱۹۲۲ برد، زمانی که گوردون گوگیسبرگ، فرماندار وقت ساحل طلایی، لیگ فوتبال آکرا را تأسیس کرد. هارتس در این لیگ ۶ فصل از ۱۲ فصل را برد. این باشگاه همچنین در سال ۵۴–۱۹۵۳ در مسابقات باشگاهی ساحل طلایی، برنده شد. در سال ۱۹۵۶، هارتس به لیگ فوتبال غنا پیوست و از آن زمان تاکنون شکوفا شده است.
در سال ۲۰۰۰، هارتس آف اوک جام حذفی غنا، لیگ برتر غنا و برای اولین بار در تاریخ خود لیگ قهرمانان آفریقا را به دست آورد. این سال موفق‌ترین سال در تاریخ باشگاه بود.
در ۹ مه ۲۰۰۱، ۱۲۷ نفر در بدترین فاجعه فوتبال آفریقا جان باختند، در جریان مسابقه‌ای بین رقبای قدیمی، هارتس آف اوک و آسانته کوتوکو. مشکل از زمانی شروع شد که هواداران آسانته کوتوکو در اعتراض به گلی که داور آن را قبول کرده بود شروع به پاره کردن صندلی‌ها در اقدامی هولیگانیسم کردند. این مسابقه توسط داور جی. ویلسون سی، از کیپ کوست قضاوت شد. پلیس با شلیک گاز اشک آور به جمعیت واکنش نشان داد، گفته می‌شود که این یک واکنش بیش از حد بوده است. گزارش‌ها حاکی از آن است که دروازه‌های زمین قفل بوده و ورزشگاه مطابق با استانداردهای فیفا نبوده است. عجله برای فرار از گاز اشک‌آور یکی از عوامل مؤثر در تعداد کشته شدگان بود. یک تحقیق کمیسیون، شش افسر پلیس را در گزارش اولیه خود کیفرخواست صادر کرد، اما آنها مجرم شناخته نشدند زیرا تصور می‌شد که مرگ‌ها می‌توانست به‌جای گاز اشک‌آور ناشی از ازدحام جمعیت بوده باشد. تا سال ۲۰۲۰، ارزش نقل و انتقالات هارتس آف اوک ۲.۰۳ میلیون پوند بود که بالاترین میزان کل باشگاه‌های ورزشی در غنا است.

## افتخارات

### داخلی
- لیگ برتر غنا: ۲۱ قهرمانی
- جام حذفی غنا: ۱۲ قهرمانی (رکورد)
- سوپر جام غنا: ۳ قهرمانی (رکورد مشترک)

### بین‌المللی
- لیگ قهرمانان آفریقا
  - قهرمانی: ۲۰۰۰
  - نایب قهرمانی: ۱۹۷۷، ۱۹۷۹
- جام کنفدراسیون آفریقا
  - قهرمانی: ۲۰۰۴
- سوپر جام آفریقا
  - قهرمانی: ۲۰۰۱
  - نایب قهرمانی: ۲۰۰۵